# Чусовая (Курганская область)
Чусовая — деревня в Катайском районе Курганской области. Входит в состав Верхнепесковского сельсовета.

## История
До 1917 года в составе Песковской волости Шадринского уезда Пермской губернии. По данным на 1926 год состояла из 218 хозяйств. В административном отношении входила в состав Песковского сельсовета Катайского района Шадринского округа Уральской области.

## Население
| 1989 | 2002 | 2010 |
| ---- | ---- | ---- |
| 211  | ↘161 | ↘115 |

По данным переписи 1926 года в деревне проживало 1007 человек (478 мужчин и 529 женщин), в том числе: русские составляли 100 % населения.